# Witali Alexejewitsch Korotitsch
Witali Alexejewitsch Korotitsch (russisch Виталий Алексеевич Коротич; ukrainisch Віталій Олексійович Коротич Witalij Oleksijowytsch Korotytsch; * 26. Mai 1936 in Kiew, Ukrainische SSR, UdSSR) ist ein ukrainisch-russischer Journalist und Schriftsteller. Er war von 1986 bis 1991 Chefredakteur der Illustrierten Ogonjok.

## Leben
Nach Abschluss der Schule, die Korotitsch mit Bestnoten beendete, schloss er die medizinische Fakultät der Universität Kiew im Jahr 1959 ab und arbeitete in der darauffolgenden Zeit als Kardiologe. Im Jahr 1966 wurde Korotitsch in den Schriftstellerverband der UdSSR gewählt und trat 1967 der KPdSU bei. Im Mai 1986 wurde Korotitsch auf Vorschlag von Alexander Jakowlew zum Chefredakteur des Ogonjok bestimmt, der unter seiner Führung zu einer wichtigen Stütze der Perestroika wurde. Korotitsch blieb bis in die frühen Neunzigerjahre Chefredakteur der Zeitschrift. 1989 wurde Korotitsch in den Volksdeputiertenkongress gewählt.
Nach der Auflösung der Sowjetunion ging Korotitsch 1992 in die USA, wo er als Professor für Journalismus an der Universität Boston unterrichtete.

## Werke (Auswahl)
- О, Канада! (Oh, Kanada!), 1966.
- Десятое мая (Zehnter Mai), 1978.
- Мост (Die Brücke), Moskau 1981.
- Лицо ненависти (Das Gesicht des Hasses), Moskau 1983.

## Auszeichnungen (Auswahl)
Korotitsch erhielt verschiedene Auszeichnungen, wie den Orden der Oktoberrevolution, die Medaille „Zum 1500-jährigen Jubiläum Kiews“ oder den Orden des Fürsten Jaroslaw des Weisen (4. Klasse).